# Xylophanes clarki
Xylophanes clarki là một loài bướm đêm thuộc họ Sphingidae. Nó được tìm thấy ở Cuba, Cộng hòa Dominica và Venezuela.
Chiều dài cánh trước khoảng 30 mm. Nó tương tự như Xylophanes tersa tersa.
Ấu trùng có thể ăn các loài Rubiaceae hoặc Malvaceae.